# Felix zu Löwenstein

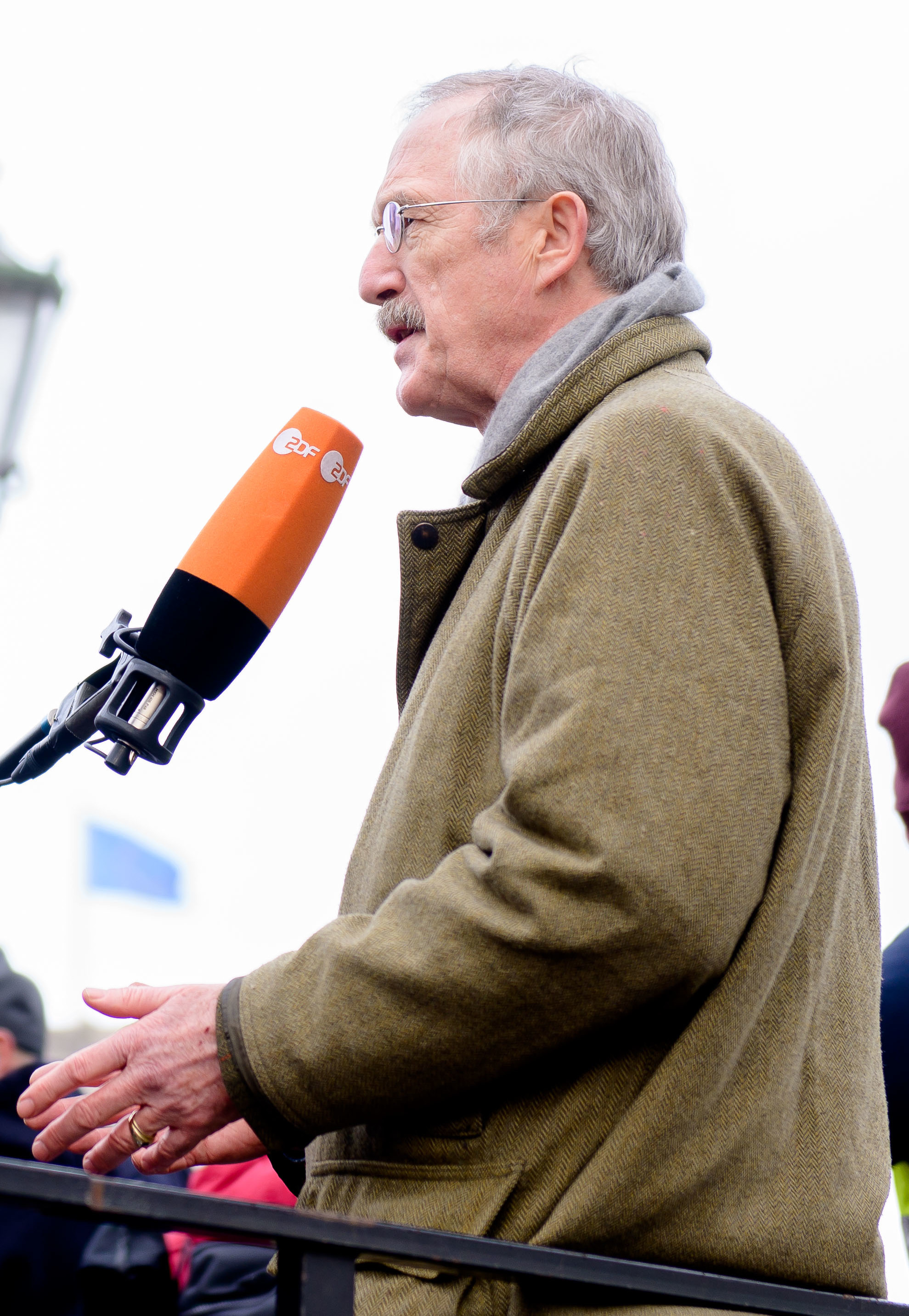
Felix zu Löwenstein während eines Interviews mit dem ZDF auf einer Demo von Wir haben es satt!, 2020

Felix Prinz zu Löwenstein-Wertheim-Rosenberg (* 15. Februar 1954 in Hees, Weeze) ist ein deutscher Agrarwissenschaftler und Landwirt. Er ist bekannt als Kritiker der modernen industriellen Landwirtschaft.

## Leben
Felix zu Löwenstein kam 1954 in Weeze zur Welt. Sein Vater Johannes gehörte zum Zweig Wertheim-Rosenberg der Familie, seine Mutter Christine ist geborene Freiin von Loë; der ältere Bruder Karl war Vorstandsvorsitzender des Malteser Hilfsdienstes. Nach der Schulzeit am Jesuitenkolleg St. Blasien studierte Löwenstein an der agrarwissenschaftlichen Fakultät der TU München in Weihenstephan und schloss das Studium 1982 mit der Promotion über Wissensmanagement in der landwirtschaftlichen Fachberatung ab. Nach einer dreijährigen Entwicklungshelfer-Tätigkeit auf Haiti übernahm er den elterlichen land- und forstwirtschaftlichen Betrieb und stellte 1992 das Gut in Südhessen, das seit 500 Jahren im Besitz der Familie war, auf ökologische Landwirtschaftsweise nach den Naturland-Richtlinien um. 2014 übergab er den Betrieb an seine Tochter.
Er ist seit 1977 mit Elisabeth Gräfin von Meran (* 1955) verheiratet und hat sechs Töchter. Er lebt im südhessischen Otzberg-Habitzheim.

## Wirken
2011 veröffentlichte er sein Buch Food Crash, das von Deutschlandradio Kultur als „beeindruckendes und überzeugendes Plädoyer für eine ökologische Landwirtschaft“ und von Spektrum der Wissenschaft als „Plädoyer für ein nachhaltigeres und gerechteres Landwirtschaftssystem“ bezeichnet wurde. 2024 erschien in den USA eine englische Übersetzung.
Löwenstein bekleidet verschiedene Ehrenämter in Organisationen des ökologischen Landbaus und der Entwicklungszusammenarbeit:
- Vorsitzender des Beirates von MISEREOR.[11][12]
- Mitglied in der Katholischen Zentralstelle für Entwicklungszusammenarbeit (KZE), verwaltet die Mittel der Bundesregierung für die katholischen Hilfswerke[12].
- Mitglied im Strategischen Begleitkreis für Nachhaltige Ernährungssysteme beim Bundesministerium für wirtschaftliche Zusammenarbeit und Entwicklung.[13]
- korrespondierendes Mitglied der Päpstlichen Akademie für das Leben[14]
- Er ist Mitglied im Malteserorden und hat für viele Jahre Kranken-Wallfahrten nach Lourdes geleitet, die Behinderten-Freizeiten des Ordens im Libanon und das dazugehörigen Benefiz-Projekt "Libanon on Stage" unterstützt und daran mitgewirkt[15]; das Projekt wurde mit dem Westfälischen Friedenspreis ausgezeichnet.
- Vorstandsmitglied des Forschungsinstituts für biologischen Landbau (FiBL Deutschland)[7][16]

Er war
- 2002 bis 2021 Vorstandsvorsitzender des Bundes Ökologische Lebensmittelwirtschaft (BÖLW).[5][17]
- 1998 bis 2014 Mitglied im Präsidium des internationalen Naturland-Verbandes.[18]
- 2020 bis 2023 Mitglied des Bioökonomierates der Bundesregierung.[19]
- 2020 bis 2021 Mitglied der von Bundeskanzlerin Angela Merkel 2019 initiierten ersten Zukunftskommission Landwirtschaft.

### Auszeichnungen
- Bundesverdienstkreuz am Bande der Bundesrepublik Deutschland 2016 "für sein vielseitiges Engagement im Ökolandbau".
- Holzig Latern 2017 des Karnevalvereins Dieburg.[20]
- Professor-Niklas-Medaille 2023, höchste Auszeichnung des Bundesministeriums für Ernährung und Landwirtschaft.

## Publikationen
- Food Crash. Wir werden uns ökologisch ernähren oder gar nicht mehr. Pattloch-Verlag, 2011, ISBN 978-3-629-02300-1.
  - Food Crash: Why Organic Is the Only Way Forward (Englische Ausgabe). Viroqua, WI, Acres U.S.A. 2024, ISBN 978-0-911-31112-9.
- Ökologische Intensivierung – ein zukunftsfähiges Modell für die Globale Ernährungssicherung. In: Politische Ökologie. 128 (2012), Oekom-Verlag
- Kann ökologische Landwirtschaft die Welt ernähren? (PDF) Online-Akademie der Friedrich-Ebert-Stiftung. Abgerufen am 18. September 2014.
- Weltweit vom Ökolandbau profitieren In: Ökologie und Landbau. Heft 165 1/2013
- Nachhaltige Ernährungssicherung durch ökologische Intensivierung. In: Rundgespräche der Kommission für Ökologie. Volume 40, Bayerische Akademie der Wissenschaften.
- Wassermangel (Haiti). In: Manana. Entwicklungshelfer berichten aus drei Kontinenten. Signal Verlag, 1987, ISBN 3-7971-0266-6.
- Industrielle Landwirtschaft im Kampf gegen Hunger gescheitert. Interview von Thomas Wardenbach auf Sonnenseite.com
- Es ist Genug da. Für Alle. Wenn wir den Hunger bekämpfen und nicht die Natur. Knaur 2015, ISBN 978-3-426-78740-3.